# Biographia Cisterciensis
Biographia Cisterciensis ist  ein biographisches Onlinelexikon zur Geschichte  des Zisterzienserordens (betreffend Zisterzienser, Trappisten und Bernhardinerinnen von Esquermes).

## Lexikon
Die Biographia Cisterciensis (auch englisch: Cistercian Biography online oder deutsch: Zisterzienserlexikon) wurde  als Internet-Enzyklopädie begründet. Sie enthält über 2.760 Biographien mit Bild und Literaturhinweisen (Stand Januar 2025). Das Zisterzienserlexikon hat ferner 53 Klosterbeschreibungen, sowie Bibliographie-Artikel (und eine Linkliste). Die meisten Artikel tragen die Unterschrift des Projektleiters Gerd Gessinger. Der allgemeinen Einladung zur Mitarbeit haben bislang rund 30 Autoren entsprochen.